# 南朝鮮労働党
南朝鮮労働党（みなみちょうせんろうどうとう）は、かつて韓国で結成された共産主義政党。南労党（남로당、ナムノダン）とも呼称される。

## 概説
1946年11月に朝鮮共産党・朝鮮新民党・朝鮮人民党が合併し、呂運亨（のち離党）、許憲、朴憲永を中心として南朝鮮労働党が結党された。結党大会では「朴憲永万歳!」「許憲万歳!」と称えた。彼らは韓国内部で麗水・順天事件などの反乱を引き起こすなどした。
しかし、アメリカによる南朝鮮の占領、および韓国単独での選挙による李承晩政権の誕生で、済州島四・三事件や保導連盟事件を始めとする徹底的な共産主義者に対する弾圧が行われたため、党の主要メンバーは越北して北朝鮮労働党との合同を打ち出し、1950年4月に両党が正式合併して朝鮮労働党が成立した。
旧党員は、金日成政権下で南労党派として隠然たる勢力を保っていたが、朝鮮戦争休戦後に粛清の対象となった。1953年、朴憲永、李承燁など主要構成員13名がアメリカのスパイ、政府転覆の謀議、などの容疑により次々と逮捕され、朴憲永を除く12名が起訴、同年の裁判で李承燁ら10名に死刑、尹淳達に15年刑、李源朝に12年刑が言い渡された。1955年には朴憲永が起訴され、死刑を言い渡され、その後執行された。なお、1953年の裁判で死刑を言い渡されていた被告9名は朴憲永の裁判まで死刑を執行されず、朴憲永の裁判に出廷し、朴憲永に不利な証言をさせられた。
この事件を契機に南労党派に対して大規模な粛清が行われ、他の南労党派も粛清を受けた。1956年4月の党大会で多くの南労党派が解任されたが、生き残ったものもいる。白南雲、朴文奎、洪命熹、許成沢は処刑を免れ（許成沢は後に粛清される）、監禁されていた朴甲東は釈放された。朴甲東はこれを同年2月のフルシチョフ第一書記のスターリン批判の影響によると言っている。